# Fort Anne
Ne doit pas être confondu avec Fort Sainte-Anne (Cap-Breton) ou Fort Anne (New York).
 (novembre 2023).
Si vous disposez d'ouvrages ou d'articles de référence ou si vous connaissez des sites web de qualité traitant du thème abordé ici, merci de compléter l'article en donnant les références utiles à sa vérifiabilité et en les liant à la section « Notes et références ».
Le fort Anne est un fort situé dans la ville d'Annapolis Royal, dans la province canadienne de Nouvelle-Écosse.

## Présentation

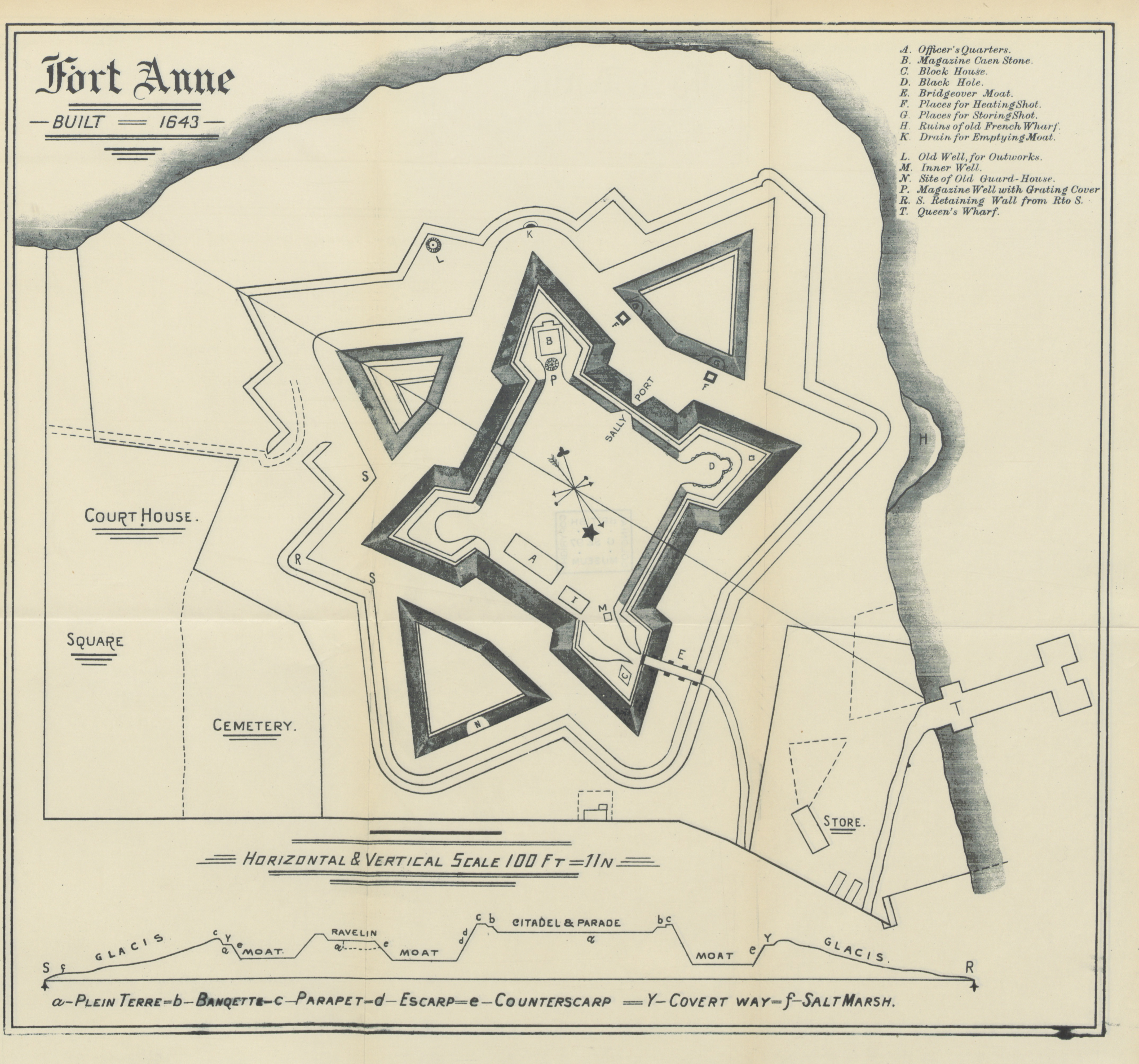
Carte du fort, publiée en 1897

Le premier fort fut construit en 1636 en terre. Ce fort fit partie des défenses de Port-Royal, nouvelle capitale de l'Acadie. Il fut capturé par le major Robert Sedgewick au mois de juillet 1654. Le fort n'étant plus en service en 1696, les Anglais ont facilement capturé Port-Royal. L'endroit fut retourné à la France par le traité de Ryswick en 1697. Les Français reconstruisirent le fort en 1702, en carré fait de terre avec quatre bastions. Il demeure encore intact aujourd'hui. Le fort a résisté aux assauts des Anglais en 1704 et aux mois de juin et juillet en 1707. Son magasin fut construit en 1708. Les Anglais capturèrent le fort une dernière fois en octobre 1710. Ils renommèrent le fort et les lieux, Annapolis Royal. Les Anglais et les Français avaient tous deux fortifié l'île des Chèvres. Le magasin trou noir fut construit en 1790. Les quartiers des officiers en 1797. Une tour de bois fut construite à l'intérieur du Fort Anne en 1812, démolie en 1882. Annapolis Royal servit comme capitale de la Nouvelle-Écosse de 1713 à 1749 lorsque Halifax devint la capitale.
En 1755, le commandant du fort dirigea la déportation des Acadiens de la région. Le fort perdit de son importance après la chute de Québec. Il servit ensuite à défendre la région contre les corsaires américains, en particulier durant la Révolution américaine et la Guerre de 1812. Le fort fut ensuite rebaptisé fort Anne dans la première moitié du XIXe siècle. Il fut habité en permanence par les militaires anglais jusqu'en 1854. Le fort devint un lieu historique national en 1917, ce qui en fait le plus ancien au pays.
Le lieu historique national du fort Charles est situé sous le fort Anne.